# 1946 w nauce

## Nauki przyrodnicze i ścisłe

### Astronomia
- Henry Norris Russell – Nagroda Henry Norris Russell Lectureship przyznawana przez American Astronomical Society

### Matematyka
- udowodnienie twierdzenia znanego jako lemat Szanina

## Nagrody Nobla
- Fizyka – Percy Williams Bridgman
- Chemia – James Batcheller Sumner, John Howard Northrop, Wendell Meredith Stanley
- Medycyna – Hermann Joseph Muller